# 보실레그라드

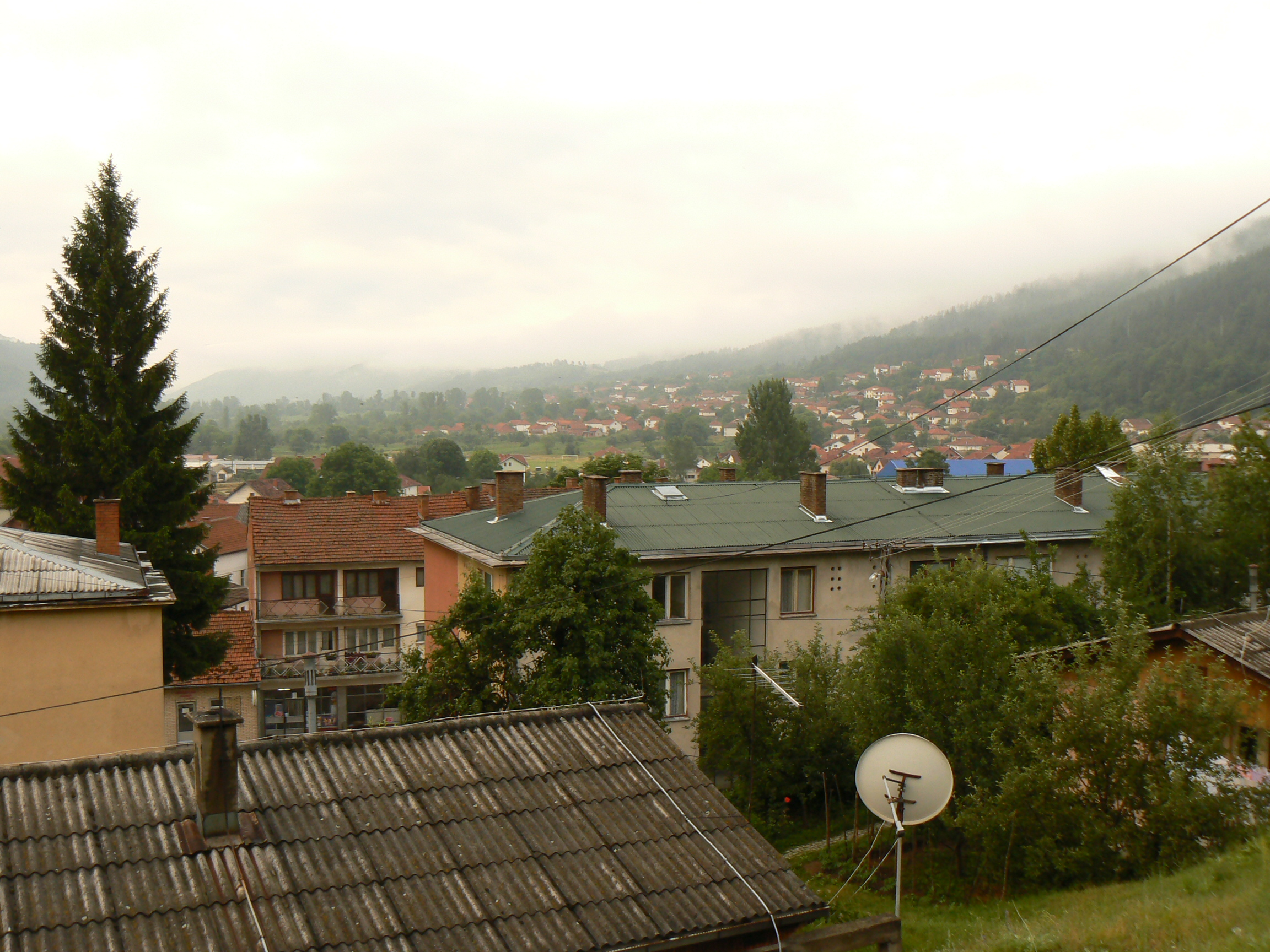
보실레그라드

보실레그라드(세르비아어: Босилеград, Bosilegrad, 불가리아어: Босилеград)는 세르비아 프치나 구에 위치한 도시로, 면적은 571km2, 도시 인구는 5,530명(2011년 기준), 지방 자치체 인구는 10,979명(2011년 기준)이다.
제1차 세계 대전 이후에 체결된 뇌이 조약에 따라 세르비아 왕국이 불가리아로부터 할양했다.

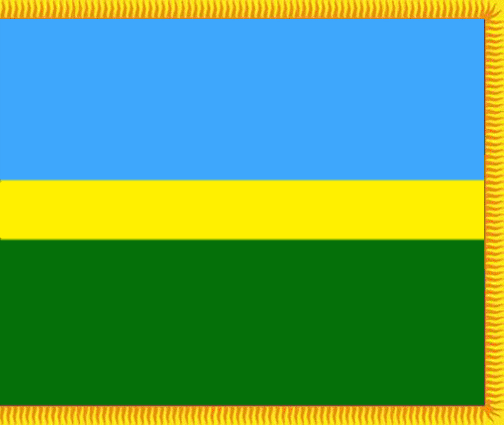
시기
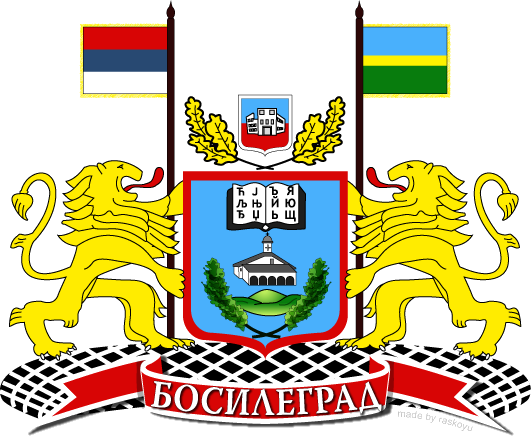
시 문장

## 인구
| 연도  | 인구   | ±% p.a. |
| ----- | ------ | ------- |
| 1948  | 18,816 | —       |
| 1953  | 19,751 | +0.97%  |
| 1961  | 18,368 | −0.90%  |
| 1971  | 17,306 | −0.59%  |
| 1981  | 14,196 | −1.96%  |
| 1991  | 11,644 | −1.96%  |
| 2002  | 9,931  | −1.44%  |
| 2011  | 8,129  | −2.20%  |
| 출처: |        |         |

## 같이 보기
- 디미트로브그라드